# Lilly Contino
Lilly Contino (1993. január 31.-) vagy egyszerűen csak Lilly Tino, születési nevén Nicholas Sylvan Contino egy amerikai transznemű tartalomgyártó, aki TikTokon több mint négyszázezer követővel rendelkezik. 

## Élete
Contino 2021-ben kezdett megosztani személyes jellegű videókat, amelyekben nyíltan beszélt hormonkezeléséről és nemi átalakulásáról. Ennek ellenére Contino magánéletéről kevés információ áll rendelkezésre.
2025 júniusában Tino több szelfit is közzétett, amelyeket a Disney World női mosdóiban készített. A képek egy TikTok-sorozat részei voltak, amelyben a női mosdókat értékelte. A fotókon azonban tükröződve jól kivehetően látszottak nők és fiatal lányok, akik nem járultak hozzá ahhoz, hogy lefotózzák vagy szerepeljenek a felvételeken. Tino sem az arcukat nem takarta ki, sem a képekről nem vágta ki őket.
Az Inside the Magic beszámolója szerint legalább két nő jelezte, hogy jogi lépéseket tervez tenni Tino viselkedése miatt. Egyikük annak a kislánynak az édesanyja, aki látható a háttérben, és a hírek szerint mindkét nő polgári pert fontolgat a magánszféra megsértése és lelki megterhelés miatt. Emellett az is felmerült, hogy Florida állam adatvédelmi törvényei is szerepet kaphatnak az ügy hatósági kezelésétől függően.
J.K. Rowling is megszólalt az esettel kapcsolatban az X-en.
Nem sokkal az incidens után két külön petíció is elindult a Change.org-on. Az egyik azt követeli, hogy Tinót véglegesen tiltsák ki a Disney Worldből, a másik pedig azt, hogy a TikTok törölje a fiókját. Mindkettő ugyanarra a problémára hivatkozik: szerintük Tino jelenléte női mosdókban nemcsak helytelen, hanem potenciálisan veszélyes is lehet.